# Thenia
Thenia es un municipio (baladiyah) de la provincia o valiato de Bumerdés en Argelia. En abril de 2008 tenía una población censada de 21 439 habitantes.
Se encuentra ubicado en el centro-norte del país, en la región de Cabilia, junto a la costa del mar Mediterráneo y al este de la capital del país, Argel.

## Pueblos
- Meraldene
- Soumâa

## Cementerios
- Cementerio de Thenia

## Gente notable
- Abderrahmane Boushaki
- Ali Boushaki
- Brahim Boushaki
- Firmo
- Gildo
- Khaled Boushaki
- Mascezel
- Mohamed Nassim Boushaki
- Mohamed Rahmoune
- Mohamed Seghir Boushaki
- Mustapha Ishak-Boushaki
- Sidi Boushaki
- Toufik Boushaki
- Amine Boushaki
- Chahinez Boushaki
- Feriel Boushaki
- Yahia Boushaki